# 鴻池
鴻池（こうのいけ）は、兵庫県伊丹市の町名。現行行政地名は鴻池一丁目から鴻池七丁目。住居表示実施済み区域。郵便番号664-0006。

## 地理
伊丹市北部、旧川辺郡長尾村の南端に当たる。北を荒牧南、北東を北野、東を荻野、南東を瑞原、南を中野東、南西を中野北、西を宝塚市安倉南、北西を宝塚市安倉中と接する。
町内の全域が伊丹市立鴻池小学校および伊丹市立桜台小学校と天王寺川中学校の校区に含まれる。

## 歴史

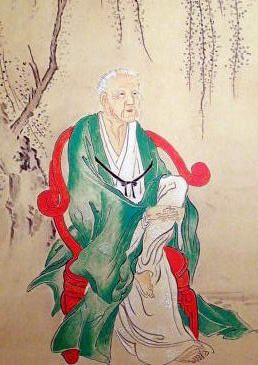
鴻池新六の肖像画

摂津国川辺郡鴻池村は鴻池直文（新六）を祖とする鴻池財閥発祥の地として知られる。新六は慶長年間に清酒醸造法の鴻池流を確立し、鴻池流の流れを汲む伊丹酒は江戸時代後期に灘五郷が台頭するまで長く清酒の代表格と言える存在であった。
1889年（明治22年）、町村制施行に伴い川辺郡長尾村の大字鴻池となる。酒造業が下火になって以降は近隣の荒牧や山本と同様に園芸が盛んになり、1927年（昭和2年）には苗木の燻蒸室が設けられた。1942年（昭和17年）、北東部の土地が接収され陸軍獣医資材支廠長尾分廠が置かれる。この土地は戦後の1951年（昭和26年）頃までに民間へ売却され、1970年（昭和45年）には鴻池から分離されて北野1〜5丁目となった。
長尾村は1955年（昭和30年）3月10日に全域が宝塚市へ編入合併されたが、3週間後の4月1日には南部の荒牧・鴻池・荻野・大野が宝塚市より伊丹市へ移譲された。2007年（平成19年）、大字鴻池の全域と大字荒牧に最後まで残った5つの小字において住居表示を実施し、鴻池1〜7丁目の町丁が設定される。

### 地名の由来
町内にある西池および黒池（現在の鴻池第一公園）に鴻（ヒシクイ）が群れを成していたからとも「こうのいけ」の「こう」は国府を指し、摂津国の国府を当地に移す計画があった名残であるとも言われる。

## 交通
町内を南北に縦断する兵庫県道142号線と東西に横断する331号線が中心部で交差している。伊丹市バスでは鴻池、鴻池東、南畑、スポーツセンター前、天王寺川中学校前などの停留所を町内に設置している。
町内に鉄道は通っておらず、阪急伊丹線の伊丹駅か宝塚市にあるJR西日本福知山線の中山寺駅が最寄り駅となる。

## 施設
- 兵庫県立伊丹北高等学校
- 伊丹市立天王寺川中学校
- 伊丹市立鴻池小学校
- 伊丹市立伊丹特別支援学校
- 伊丹市立学校給食第一・第二センター
- 伊丹スポーツセンター
- 伊丹市共同利用施設鴻池センター
- オアシスタウン伊丹鴻池
- スーパービバホーム伊丹店
- 伊丹鴻池郵便局
- 鴻池第一公園 - 町名の由来とされる西池と黒池がある。
- 鴻池神社
- 鴻池稲荷
- 慈眼寺